# Молекулярный редактор
Молекуля́рный реда́ктор — специализированная компьютерная программа, позволяющая вводить, редактировать и выводить на внешние носители информации (на бумагу, на экран) информацию о составе и структуре молекул веществ.
Для работы с химическими документами в большинстве случаев невозможно использовать только текстовые или графические редакторы общего назначения. Редактирование текстов, содержащих химическую информацию, требует использования специализированных программных инструментов.
Общий подход к созданию интерфейса химических редакторов заключается в том, что химические формулы собираются по принципу конструктора из структурных элементов (ароматические кольца, символы химической связи, стрелки и т.п.). Формула и отдельные её фрагменты могут быть модифицированы (вставка необходимых символов, изменение размера или ориентации на плоскости).
Как правило, химические редакторы снабжаются комплектами заготовок сложных формул и рисунков(шаблонов), наиболее часто употребляемых в работе (аминокислоты, пептиды, углеводы, стереоизомеры, нуклеотиды, лабораторное оборудование). Многие снабжены модулями по именованию соединений в соответствии с номенклатурой.
Химические редакторы позволяют выполнять следующие функции:
- создавать на экране химические структурные формулы, схемы реакций, лабораторные установки;
- конструировать объемные молекулярные модели и выполнять манипуляции с ними (увеличение или уменьшение моделей, вращение и перемещение их и т.д.);
- рассчитывать энергетические и пространственные параметры системы (распределение электронной плотности, энергию и длину связей, валентные углы и т.п.);
- рассчитывать энергию молекулы в стационарном и возбужденных состояниях на основе классической механической модели осциллирующих атомов;
- рассчитывать другие молекулярные характеристики и вероятность пути прохождения химических реакций.

| Программа      | ОС                 | Лицензия      |
| -------------- | ------------------ | ------------- |
| ChemDraw       | Windows, Mac OS    | Проприетарная |
| ACD/ChemSketch | Windows(64-bit)    | Проприетарная |
| XDrawChem      | Кроссплатформенный | GPL           |
| BKchem         | Кроссплатформенный | GPL           |
| JChemPaint     | Кроссплатформенный | LGPL          |
| Jmol           | Кроссплатформенный | LGPL          |
| Avogadro       |                    | GPL           |